# 앙투안 드니 쇼데
앙투안 드니 쇼데(프랑스어: Antoine Denis Chaudet)는 프랑스의 신고전주의 화가, 조각가이다.